# Billet de 100 dinars algériens
 (janvier 2021).
Si vous disposez d'ouvrages ou d'articles de référence ou si vous connaissez des sites web de qualité traitant du thème abordé ici, merci de compléter l'article en donnant les références utiles à sa vérifiabilité et en les liant à la section « Notes et références ».
Recto
Verso
Le billet de 100 dinars algériens (100 DA) de couleur bleu ciel est la plus petite coupure de billets de banque actuellement en circulation en Algérie. Il a été introduit en 1996.

## Circulation
Plusieurs autres billets de 100 DA ont été émis, successivement en 1964, 1970, 1981 et 1982.
Les séries de 1981 et 1982 ayant été retirées de la circulation au 1er janvier 2015, sans pour autant perdre leur pouvoir libératoire. Ils sont toujours valables à l'échange au niveau des guichets de la Banque d'Algérie jusqu'au 31/12/2024.